# JALエービーシー
株式会社JALエービーシー（じゃるえーびーしー）は東京都中央区に所在する日本航空のグループ会社である。略称は「エービーシー」「宅配エービーシー」である。

## 事業概要
成田国際空港・東京国際空港・中部国際空港・関西国際空港において、空港宅配事業・レンタルモバイル事業・スーツケース事業等のなどのサービスを行っているほか、ETAS・ESTA登録申請代行事業等の旅客をサポートする業務を行う。